# Fritz Plaumann
Fritz Plaumann (* 2. Mai 1902 in Preußisch Eylau; † 22. September 1994 in Seara) war ein deutsch-brasilianischer Entomologe.

## Werdegang
Plaumann wanderte 1924 nach Brasilien aus. Dort war er als Landwirt, Lehrer, Fotograf und Kaufmann tätig. Als Autodidakt beobachtete und beschrieb er die regionale Fauna und entdeckte 1500 Insektenarten neu. In 70 Jahren wissenschaftlicher Arbeit legte er eine Sammlung von 80.000 Insekten von 17.000 verschiedenen Arten an. Sie bildet seit 1988 den Grundstock des Museu Entomológico Fritz Plaumann in Seara.

## Ehrungen
- 1991: Großes Verdienstkreuz der Bundesrepublik Deutschland